# Cyematidae
La famiglia dei Cyematidae comprende due specie di pesci abissali d'acqua salata, appartenenti all'ordine dei Saccopharyngiformes.

## Distribuzione e habitat
Si trovano in tutti gli oceani. Hanno abitudini batipelagiche, sono stati catturati da 330 a oltre 5000 metri di profondità.

## Descrizione
La parte anteriore del corpo è simile a quella dei Nemichthyidae con occhi molto piccoli e mascelle allungate a becco sottile. Il corpo però è notevolmente più corto e anziché terminare con un sottile filamento, ha una parte caudale tozza e arrotondata, dotata di pinna caudale.
La lunghezza massima nota è di 16 cm.

## Biologia
Le uova sono pelagiche e le larve sono leptocefali. Non si sa altro sulla loro biologia.

## Specie
- Genere Cyema
  - Cyema atrum
- Genere Neocyema
  - Neocyema erythrosoma